# Шпудейко Володимир Васильович
Володимир Васильович Шпудейко (нар. 27 жовтня 1959, Рівне, Українська РСР) — український актор. Член Національної спілки кінематографістів України.

## Життєпис
Народився 27 жовтня 1959 р. у Рівному. Закінчив Київське державне хореографічне училище (1977). Працював на Київській кіностудії ім. Довженка.

## Фільмографія
Знявся у фільмах:
- «Там вдалині, за рікою» (1975, Федько Панько),
- «Весь світ в очах твоїх…» (1977, Віктор),
- «Довгі дні, короткі тижні...» (1980, т/ф, 2 с),
- «Таємниці святого Юра» (1982),
- «Три гільзи від англійського карабіна» (1983),
- «Найкращі роки» (Климко),
- «В лісах під Ковелем» (1984, т/ф, 3 с),
- «Сімейна справа» (1982, т/ф, 3 с),
- «Що у Сеньки було» (1984, связист),
- «Побачення на Чумацькому шляху» (1985, шофер)
- «Крижані квіти» (1986, Юрко Корольок),
- «На своїй землі» (водій),
- «Казка про гучний барабан» (1987, Снєгов),
- «Передай далі...» (1988),
- «Відьма» (1990, Йосип),
- «Геллі і Нок» (1995),
- «Утьосов. Пісня довжиною в життя» (2006, епізод)
- «Ромашка, кактус, маргаритка» (2009, вчитель Степана)
- «Без права на вибір» (2013,Макс)
- «Поводир» (2013, диктор)
- «Нюхач-2» (2015, бомж)
- «Любима вчителька» (2016, Гриня)
- «Червоний» (2017, Боронін, капітан табору)

## Нагороди
- Диплом журі за найкращу чоловічу роль Володимиру Шпудейку (Федька Панько в фільмі «Там вдалині за рікою») — на кінофестивалі «Молодість — 76».[1]
- Диплом виконавцю головної ролі Володимиру Шпудейку (Віктор в фільмі «Весь світ в очах твоїх») — на Республіканському кінофестивалі у Кременчуці, 1978 р.[1]